# Lemezlovas

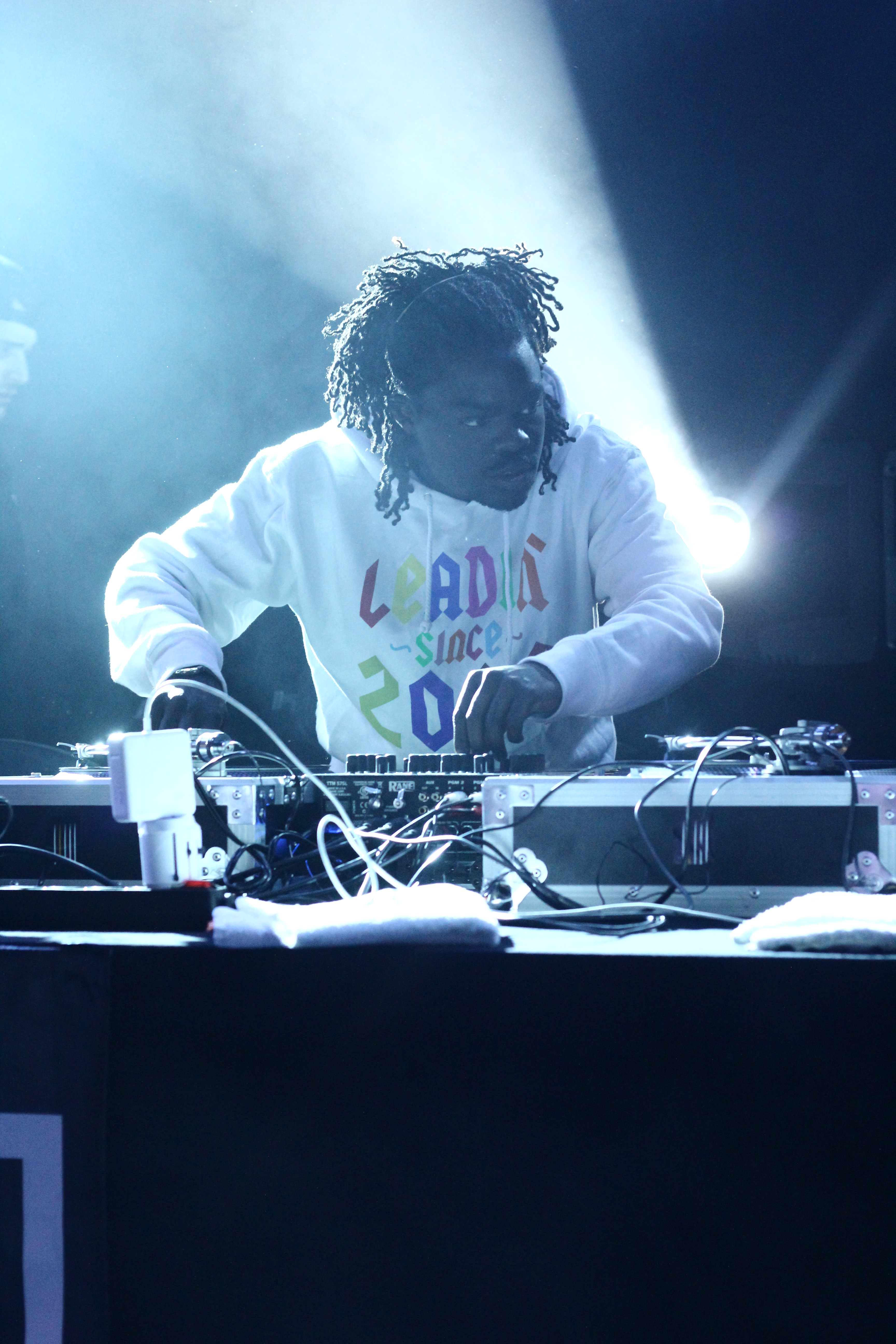
DJ Danny Brown 2014-ben

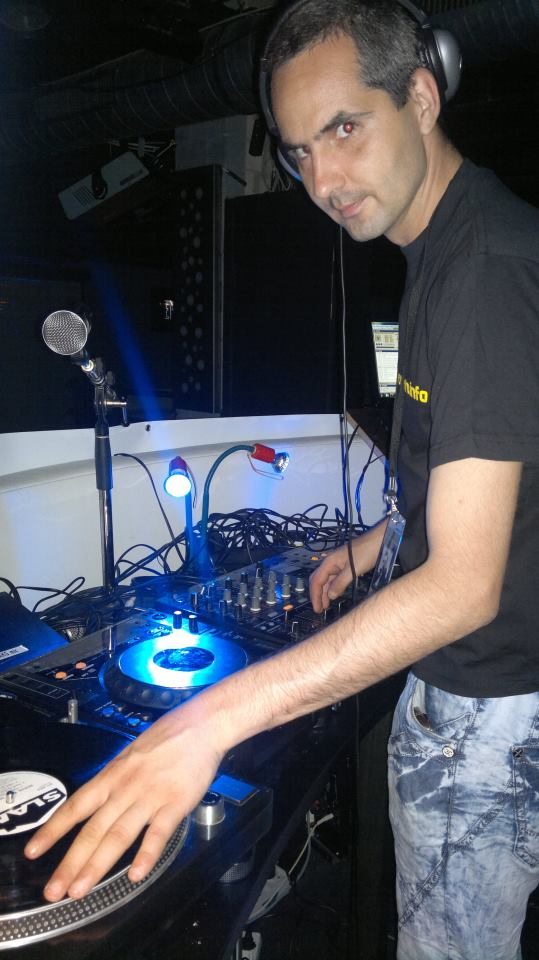
DJ Emsci 2015-ben

A lemezlovas vagy disc jockey (IPA: [ˈdɪsk ˌdʒɒki], röviden DJ, IPA: [ˈdiː ˌdʒeɪ]) a köznyelvben olyan könnyűzenével foglalkozó személy, aki folyamatos zenét szolgáltat egy zenés-táncos rendezvény alkalmából a közönségnek. A DJ jellemzője, hogy széles körű ismeretekkel bír az általa képviselt illetve kedvelt zenei műfajokban, és többnyire saját hanghordozókészlettel is rendelkezik, tehát egyben zenei gyűjtőről is beszélhetünk.
A disc jockey eredetileg azt a személyt jelentette az 1950-es években Amerikában, aki rádióműsorokban bejelentette és lejátszotta az akkori népszerű lemezeket. Az elnevezés a hanglemez angol neve (a formája miatt): disc (vagyis „korong”), illetve a jockey = „zsoké” szavakból állt össze.

## A lemezlovasok típusai
Többféle típusú lemezlovast különböztetünk meg. Vannak a rádiós DJ-k, akik többnyire rádiós személyiségek, vagy technikai munkatársak, akik a zenét keverik. Ez lehet hagyományos AM/FM, vagy internetes rádióállomáson tevékenykedő lemezlovas is. A klub DJ-k éjszakai bárokban, klubokban, diszkókban tevékenykednek, ahol rezidens szerepet is betölthetnek, ami azt jelenti, hogy a klub csak egy bizonyos lemezlovast foglalkoztat a vendégfellépők mellett. Vannak online DJ-k akik az interneten keresztül szórakoztatják a közönséget, úgy, hogy élő képet és hangot sugároznak.
A hiphop DJ-k körében elterjedt a hagyományos bakelit (vinyl) hanglemezek játszása, egymás utáni összerakása, mixelése (a számok egymásra keverése) és szkreccselése (scratch) is. Ez hozzátartozik a hiphop kultúrához. A DJ-k mellett úgynevezett MC-k (ejtsd: emszí, az angol Master of Ceremony, vagyis „ceremóniamester” rövidítése) is tevékenykednek, akik egy extra műsorként, rímekkel, különböző rigmusokkal szórakoztatják, éltetik a közönséget.
A mobil, vagy utazó DJ-k olyan lemezlovasok, akik meghívott vendégművészként lépnek fel különböző eseményeken. Általában már előkészített vagy előre szerkesztett zenei műsorral érkeznek. Egy 2012-es vizsgálat szerint a világon 1 és negyedmillió professzionális lemezlovas van.

## Magyarországon
Magyarországon az 1960-as évek végétől Keresztes Tibor (Cintula), B. Tóth László, Dévényi Tibor, Biró György, Szervánszky Attila (Tojás), Hidegh Sándor váltak ismert lemezlovassá a klubokban, majd az 1970-es években a diszkókorszak beköszöntével D. Molnár György, Danyi Attila, Dworák Tamás, Arató András, Tahi-Tóth Gábor (Tóbiás), Rákász Béla, Cserhalmi György (nem a színész), idősebb Éliás Gyula, Dvoracsek György, Török János, Gonda László, Papp László Richárd (DJ Richie), Hegedűs László, Fehérvári Zsolt, Liszeczky László, Haluska Imre, Jelisztratov Szergej, Barabás Zoltán, Suri Imre, Bakai Mátyás, Kiss Joe, Schulz, Szabó Pali és még sokan mások.
Az 1970-es évektől a rendszerváltásig az Országos Szórakoztatózenei Központ (OSZK) lemezlovas vizsga eredménye alapján ideiglenes (LIME) és állandó (A, B, C kategóriájú) működési engedélyt adott ki a lemezlovasoknak. A vizsgabizottságban részt vett egy kiemelkedő lemezlovas is, a bizottság elnöke Hölzer Tamás volt.
Az 1990-es évektől, az elektronikus zene elterjedésével Magyarországon is egyre nagyobb számban jelentek meg a DJ-k. Az élvonalat Palotai, Sterbinszky, Tommyboy, DJ Budai, Dän von Schulz, DJ Kühl, Jován, Bárány Attila és a Náksi vs. Brunner duó képviselték.

## Nevesebb hazai lemezlovasok
- Dj. Yamina
- Rogán Lili
- Andro
- Bárány Attila – house, electro house
- Chris Lawyer – minimal
- DJ Flower - house
- Palotai Zsolt
- Hamvai P.G.
- Karányi J. Dániel
- Myon & Shane 54 – trance
- StadiumX – progressive house
- Sterbinszky

## Nevesebb külföldi lemezlovasok
| - Afrojack - Alan Walker - Alesso - Alvaro - Amon Tobin - ATB - Apster - Armand Van Helden - Armin van Buuren - Avicii - Axwell - Basshunter - Bassjackers - Bingo Players - Blasterjaxx - Bob Sinclar - Borgeous - Borgore - Brennan Heart - Calvin Harris - Carl Cox - Carl Craig - Carnage - Cedric Gervais - Charlotte de Witte - Chris Liebing - D-wayne - DJ BL3ND - DJ Krush - DJ Q-Bert - DJ Vadim - DJ VoXoN | - Daft Punk - Dannic - Danny Tenaglia - Dave Clarke - Dave Tipper - David Guetta - Deadmau5 - Deorro - Derrick May - Dimitri Vegas & Like Mike - Dj Shadow - Dj Zany - Don Diablo - Dubmess - DVBBS - Endor - Eric Prydz - Excision - Fedde le Grand - Felguk - Firebeatz - Fritz Kalkbrenner - Gigi D’Agostino - Grooverider - Hardwell - Headhunterz - Henry Fong - Hook N Sling - ILLENIUM - Ibranovski - Jay Hadway - Jeff Mills | - John Digweed - Kenneth G - Knife Party - Krewella - Laurent Garnier - Leon Bolier - MODESTEP - MOTi - Maduk - Marshall Jefferson - Martin Garrix - Mauro Picotto - Mike Hawkins - Moguai - NERVO - Nari & Milani - Nicky Romero - Noisestorm - Oliver Heldens - Panda Eyes - Paul Kalkbrenner - Paul Oakenfold - Paul van Dyk - Pete Tong - Quintino - R3hab - Ran-D - Redfoo - Richie Hawtin - Riton - Sander van Doorn - Sandro Silva | - Sasha - Seven Lions - Sick Individuals - Sidney Samson - Skrillex - Spag Heddy - Steve Aoki - Sven Väth - Swanky Tunes - Syn - Technoboy - The Chainsmokers - Thomas Newson - Tiësto - Tiga - Timmy Trumpet - Tony Igy - Tony Junior - Tujamo - twoloud - Ummet Ozcan - VIZE - Valentino Khan - Varien - Vicetone - Virtual Riot - W&W - Westbam - Wooli - Yacek - Yves V - Zomboy |

*DJ BoBo – az előnevével ellentétben – nem tevékenykedik lemezlovasként, így ennek némileg ellentmond a DJ jelző.